# Егоров, Алексей Семёнович
Алексей Семёнович Егоров (1914—1970) — советский партизан Великой Отечественной войны, Герой Советского Союза (2.05.1945).

## Биография
Алексей Егоров родился 22 ноября 1914 года в Андижане (ныне — Узбекистан). В 1938 году был призван на службу в Рабоче-крестьянскую Красную Армию. Окончил военное училище, после чего остался служить в нём. В 1941—1942 годах учился в Военной академии в Ташкенте. С августа 1942 года работал в партизанской школе при Центральном штабе партизанского движения в Москве.
В июне 1943 года Егоров был направлен в партизанское соединение Алексея Фёдорова на должность заместителя командира по диверсионной работе. Он непосредственно занимался комплектацией и обучением диверсионных групп. Обучал партизан применению новых мин замедленного действия. Лично принимал участие в диверсионных операциях, только в июле 1943 года под его руководством было взорвано 7 воинских эшелонов и 1 бронепоезд противника. После диверсий на железных дорогах Ковель-Сарны и Ковель-Брест движение на них встало на две недели. 
В конце июля 1944 года во главе партизанской группы А. С. Егоров был заброшен в Словакию, где уже в августе на базе группы был создан партизанский отряд под его командованием. Отряд позднее вырос засчёт местного населения в партизанскую бригаду численностью в 2 800 человек.  Возглавляя отряд и бригаду, Егоров активно участвовал в Словацком национальном восстании. Партизаны Егорова разрушили 21 мост, пустили под откос 20 воинских эшелонов, а также уничтожили большое количество боевой техники и живой силы противника. Бригада Егорова продолжала сражаться до соединения с советскими частями.
Указом Президиума Верховного Совета СССР от 2 мая 1945 года за «мужество и героизм, проявленные в борьбе против немецких оккупантов» Алексей Егоров был удостоен высокого звания Героя Советского Союза с вручением ордена Ленина и медали «Золотая Звезда» за номером 7376.

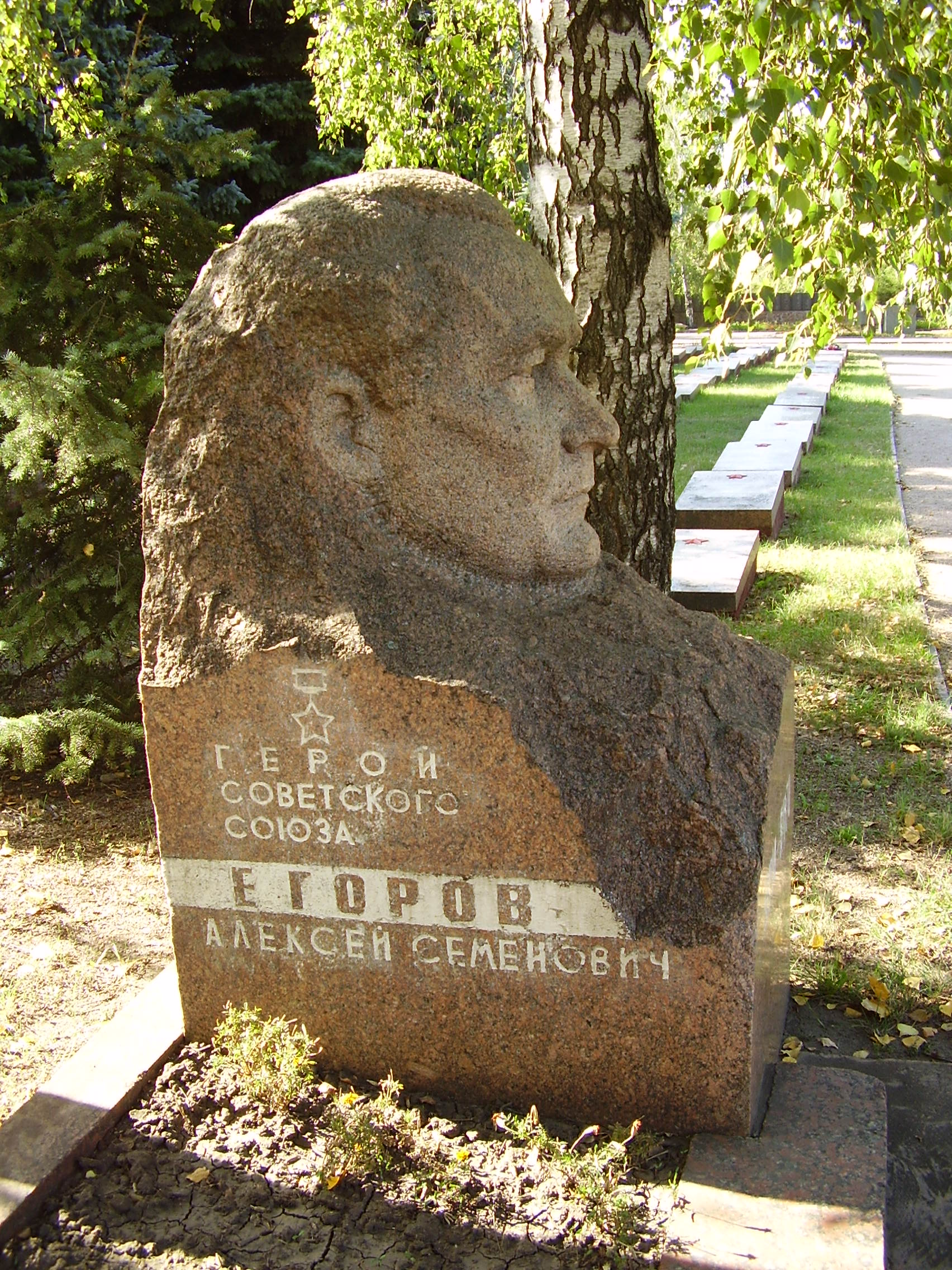
Могила Егорова на Пантеоне Вечной Славы (Кропивницкий)

С 1945 года находился на партийных должностях. В 1956 году окончил Высшую партийную школу при ЦК КПСС, после чего работал заместителем председателя исполнительного комитета Кировоградского областного Совета депутатов трудящихся. Умер 15 апреля 1970 года, похоронен внутри Крепости Святой Елисаветы на военном кладбище в Кропивницком .
Был награждён двумя орденами Ленина, орденом Красного Знамени, рядом медалей и иностранными наградами.
В честь А. С. Егорова назван чехословацкий нагрудный знак «Звезда Егорова», посвящённый 25-летию Словацкого национального восстания.
КИНОВОПЛОЩЕНИЕ:
Фильм "В лесах под Ковелем"